# جايسون شميت
جايسون شميت (بالإنجليزية: Jason Schmidt)‏ هو لاعب كرة قاعدة أمريكي، ولد في 29 يناير 1973 في لويستون في الولايات المتحدة.

## وصلات خارجية
- جايسون شميت على موقع دوري كرة القاعدة الرئيسي (الإنجليزية)
- جايسون شميت على موقعبيزبول رفرنس.كوم (الدوري الرئيسي) (الإنجليزية)
- جايسون شميت على موقعبيزبول رفرنس.كوم (الدوري الثانوي) (الإنجليزية)
- جايسون شميت على موقع إي إس بي إن.كوم (أم.أل.بي) (الإنجليزية)
- جايسون شميت على موقع مشجعي الرسوم البيانية (الإنجليزية)